# 法蕾莉·珊娜蒂
法蕾莉·珊娜蒂（法語：Valérie Zenatti，1970年4月1日—）是法國女性作家、翻譯和編劇。

## 生平
珊娜蒂1970年生於法國尼斯的猶太家庭，13歲時和家人移居以色列；她在以色列生活了八年後再度返回法國，並攻讀歷史與希伯來文。她在1990年代成為了新聞記者，後來成為希伯來語教授，直到2004年她專門致力於不同形式的寫作，其中包括青少年小說。她也曾將以色列小說家亞倫·艾伯斐的多部作品譯為法語。
2015年獲得國際圖書獎。

## 外部連結
- Valérie Zenatti biographie
- Valérie Zenatti bibliography （页面存档备份，存于）
- Valérie Zenatti （页面存档备份，存于） on Babelio
- Valérie Zenatti （页面存档备份，存于） on École des Loisirs
- Jacob Jacob: Valérie Zenatti, prix du livre Inter 2015 （页面存档备份，存于） on Le Figaro (8 June 2015)
- Valérie Zenatti rend hommage à son oncle Jacob （页面存档备份，存于） on L'Express
- Valérie Zenatti （页面存档备份，存于） on BiblioMonde